# Alexander Parkes
Alexander Parkes (Birmingham, 29 dicembre 1813 – Londra, 29 giugno 1890) è stato un inventore e chimico inglese, noto per aver inventato la Parkesina, il primo tipo di plastica artificiale.
Figlio di un fabbricante di serrature, Parkes fu assunto come tirocinante alla Messenger and Sons, una fonderia di ottone a Birmingham; successivamente andò a lavorare presso la Elkington &Co., con George Elkington, colui che inventò la galvanostegia.
Parkes ottenne il primo brevetto nel 1841, per l'invenzione di un processo di galvanostegia. Questo consisteva nel porre l'oggetto da lavorare in una soluzione a base di fosforo contenente bifluoruro di carbonio. Il processo di Parkes fu approvato anche dal principe Alberto di Sassonia-Coburgo-Gotha, che visitò la sua fonderia.
In totale Parkes ottenne 66 brevetti su processi di galvanostegia e produzione di materie plastiche. Nel 1846 brevettò un processo di vulcanizzazione della gomma a freddo. Questo fu definito dall'imprenditore Thomas Hancock "una delle più grandi invenzioni del tempo".
Nel 1856 inventò la parkesina, la prima plastica artificiale: era ricavata da un processo che contemplava il trattamento a base di vari solventi sulla nitrocellulosa.